# 陶喆初心演唱會I Love You Live 巡迴演唱會
陶喆初心演唱會I Love You Live 巡迴演唱會，是台灣歌手陶喆由2018年2月24日開始於世界美加開展的一系列巡迴演唱會演出。

## 演出制作

### 背景
陶喆上一次舉行巡迴演唱會是2016年開啟的「無二不樂」巡迴演唱會，這次演唱會主題為「陶喆初心演唱會I Love You Live 」，陶喆的造型時表示：「是想結合這次陶喆美加巡迴演唱會的主題，回歸初心，以音符及吉他象徵DT對音樂的執著與熱愛，最純粹的音樂力量感染大家，莫忘初衷。」。此演唱會只限於歐洲巡迴，分別為美國及多倫多等，後以「零距離」的掛名在新加坡舉辦一場此主題的演出。
陶喆此主題亦是以早幾個月發布的「愛，很簡單 初心版」為命名，在演唱會上陶喆亦特意演唱此版本以配合此主題。

### 巡迴
《陶喆初心演唱會I Love You Live 巡迴演唱會》首站於2018年2月24日在美國凱撒宮舉行。之後陸續在多倫多等地方巡迴。

## 巡迴場次
| 場次 | 日期          | 國家／地區 | 城市       | 場館             | 備註                         |
| ---- | ------------- | ---------- | ---------- | ---------------- | ---------------------------- |
| 1    | 2018年2月24日 | 美国       | 拉斯維加斯 | 凱薩皇宮大賭場   |                              |
| 2    | 2018年3月2日  | 加拿大     | 多倫多     | 索尼表演艺术中心 |                              |
| 3    | 2018年3月5日  | 加拿大     | 溫哥華     | 伊利沙伯女皇劇院 |                              |
| 4    | 2018年6月9日  | 新加坡     | 新加坡     | 新加坡室內體育館 | 掛名「零距離」，嘉賓：麥客瘋 |

## 表演曲目
1. 小鎮姑娘（搖滾版） 

2. Runaway 

3. 王八蛋 

4. Susan說 

5. 月亮代表誰的心 

6. 普通朋友 

7. Melody 

8. 飛機場的10:30 

9. 黑色星期二 
 
10. 火鳥功 
 
11. 望春風 

12. My Anata 

13. Mars Baby 

14. 愛我還是他 

15. 流沙 

16. 就是愛你 

Encore 

17. 找自己 

18. 沙灘 (BLUE MOON) + SOMEWHERE OVER THE RAINBOW 

19. 天天 

20. 今天妳要嫁給我 

21. 愛，很簡單（20週年初心版） 

1. 小鎮姑娘（搖滾版） 

2. Runaway 

3. 王八蛋 

4. Susan說 

5. 月亮代表誰的心 

6. 普通朋友 

7. Melody 

8. 天天 

9. 飛機場的10:30 
 
10. 望春風 
 
11. My Anata 

12. Mars Baby 

13. 太美麗 

14. 今天妳要嫁給我 

15. 一念之間 

16. 愛我還是他 

17. 寂寞的季節 

18. 流沙 

19. 就是愛你 

Encore 

20. 找自己 

21. 沙灘 (BLUE MOON) + SOMEWHERE OVER THE RAINBOW 

22. 愛，很簡單（20週年初心版） 

1. Runaway 

2. 小鎮姑娘（搖滾版） 

3. 王八蛋 

4. Susan說 

5. 月亮代表誰的心 

6. 普通朋友 

7. 飛機場的10:30 
 
8. 黑色星期二 
 
9. 黑色柳丁 
 
10. 望春風 
 
11. My Anata 

12. I Feel Good（原唱：James Brown） 

13. 我們的故事（和麥客瘋合唱） 

14. 終於能回家（麥客瘋獨唱） 

15. 討厭紅樓夢 

16. 今天沒回家 

17. Mars baby 

18. 今天妳要嫁給我 

19. 愛我還是他 

20. 流沙 

21. 天天 

22. 就是愛你 

Encore 

23. 找自己 

24. 愛，很簡單（20週年初心版） 